# Checoslovaquia en la Copa Mundial de Fútbol de 1982
Checoslovaquia es una de las 24 selecciones participantes en la Copa Mundial de Fútbol de España 1982, la que es su séptima participación en un mundial.

## Clasificación

### Grupo 3
| Pos. | País            | Pts | J | G | E | P | GF | GC | GD  |
| ---- | --------------- | --- | - | - | - | - | -- | -- | --- |
| 1    | Unión Soviética | 14  | 8 | 6 | 2 | 0 | 20 | 2  | +18 |
| 2    | Checoslovaquia  | 10  | 8 | 4 | 2 | 2 | 15 | 6  | +9  |
| 3    | Gales           | 10  | 8 | 4 | 2 | 2 | 12 | 7  | +5  |
| 4    | Islandia        | 6   | 8 | 2 | 2 | 4 | 10 | 21 | −11 |
| 5    | Turquía         | 0   | 8 | 0 | 0 | 8 | 1  | 22 | −21 |

| 19-11-1980 | Gales     | 1 – 0   | Checoslovaquia | Ninian Park, Cardiff                                          |                                                               |
|            | Giles 10' | Reporte |                | Asistencia: 20,175 espectadores Árbitro(s): Walter Eschweiler | Asistencia: 20,175 espectadores Árbitro(s): Walter Eschweiler |

| 3-12-1980 | Checoslovaquia | 2 – 0   | Turquía | Stadion Evžena Rošického, Prague                            |                                                             |
|           | Nehoda 13' 15' | Reporte |         | Asistencia: 8,500 espectadores Árbitro(s): Erik Fredriksson | Asistencia: 8,500 espectadores Árbitro(s): Erik Fredriksson |

| 15-4-1981 | Turquía | 0 – 3   | Checoslovaquia                      | Ali Sami Yen Stadı, Istanbul                                |                                                             |
|           |         | Reporte | Janečka 58' · Kozák 70' · Vízek 81' | Asistencia: 40,000 espectadores Árbitro(s): Roger Schoeters | Asistencia: 40,000 espectadores Árbitro(s): Roger Schoeters |

| 27-5-1981 | Checoslovaquia                                                                               | 6 – 1   | Islandia  | Tehelné pole, Bratislava                                   |                                                            |
|           | Vízek 35' · Panenka 44' (pen.) · Nehoda 72' · Bjarnason 78' (a.g.) · Kozák 79' · Janečka 87' | Reporte | Bergs 60' | Asistencia: 21,756 espectadores Árbitro(s): Nikos Zlatanos | Asistencia: 21,756 espectadores Árbitro(s): Nikos Zlatanos |

| 9-9-1981 | Checoslovaquia                   | 2 – 0   | Gales | Stadion Evžena Rošického, Prague                         |                                                          |
|          | D. Davies 24' (a.g.) · Lička 67' | Reporte |       | Asistencia: 38,000 espectadores Árbitro(s): Franz Wöhrer | Asistencia: 38,000 espectadores Árbitro(s): Franz Wöhrer |

| 23-9-1981 | Islandia   | 1 – 1   | Checoslovaquia | Laugardalsvöllur, Reykjavík                             |                                                         |
|           | Ormslev 6' | Reporte | Kozák 77'      | Asistencia: 7,343 espectadores Árbitro(s): Kenneth Hope | Asistencia: 7,343 espectadores Árbitro(s): Kenneth Hope |

| 28-10-1981 | Unión Soviética   | 2 – 0   | Checoslovaquia | Dinamo Stadium, Tbilisi                                    |                                                            |
|            | Shengelia 28' 46' | Reporte |                | Asistencia: 75,000 espectadores Árbitro(s): Michel Vautrot | Asistencia: 75,000 espectadores Árbitro(s): Michel Vautrot |

| 29-11-1981 | Checoslovaquia | 1 – 1   | Unión Soviética | Tehelné pole, Bratislava                                |                                                         |
|            | Vojaček 34'    | Reporte | Blokhin 14'     | Asistencia: 47,000 espectadores Árbitro(s): Clive White | Asistencia: 47,000 espectadores Árbitro(s): Clive White |

## Jugadores
Estos son los 22 jugadores convocados para el torneo:

## Resultados
Checoslovaquia fue eliminada en el grupo 4.
| País           | J | G | E | P | GF | GC | GD | Pts |
| -------------- | - | - | - | - | -- | -- | -- | --- |
| Inglaterra     | 3 | 3 | 0 | 0 | 6  | 1  | +5 | 6   |
| Francia        | 3 | 1 | 1 | 1 | 6  | 5  | +1 | 3   |
| Checoslovaquia | 3 | 0 | 2 | 1 | 2  | 4  | −2 | 2   |
| Kuwait         | 3 | 0 | 1 | 2 | 2  | 6  | −4 | 1   |

| 17 de junio de 1982 | Checoslovaquia     | 1–1     | Kuwait        | Estadio José Zorrilla, Valladolid                           |                                                             |
|                     | Panenka 21' (pen.) | Reporte | Al-Dakhil 57' | Asistencia: 25,000 espectadores Árbitro(s): Benjamin Dwomoh | Asistencia: 25,000 espectadores Árbitro(s): Benjamin Dwomoh |

| 20 de junio de 1982 | Inglaterra                      | 2–0     | Checoslovaquia | San Mamés Stadium, Bilbao                                  |                                                            |
|                     | Francis 62' · Barmoš 66' (a.g.) | Reporte |                | Asistencia: 41,123 espectadores Árbitro(s): Charles Corver | Asistencia: 41,123 espectadores Árbitro(s): Charles Corver |

| 24 de junio de 1982 | Francia | 1–1     | Checoslovaquia     | Estadio José Zorrilla, Valladolid                         |                                                           |
|                     | Six 66' | Reporte | Panenka 84' (pen.) | Asistencia: 28,000 espectadores Árbitro(s): Paolo Casarín | Asistencia: 28,000 espectadores Árbitro(s): Paolo Casarín |